# Roger Mortimer (2. hrabia Marchii)
Roger de Mortimer KG (ur. 11 listopada 1328 w Ludlow, zm. 26 lutego 1360 w Rouvray) – angielski arystokrata i wódz podczas wojny stuletniej. Syn sir Edmunda Mortimera (syna 1. hrabiego Marchii) i Elizabeth de Badlesmere, córki 1. barona Badlesmere.

## Życiorys
Kiedy Roger miał dwa lata jego dziadek został ścięty na rozkaz króla Edwarda III, jego tytuły zostały przejęte przez Koronę, a dobra skonfiskowane. Rok później zmarł ojciec Rogera. Mały Mortimer dorastał więc niepewny swojej sytuacji materialnej. Z biegiem lat restrykcje wobec Mortimerów były ograniczane. W 1342 r. Roger odzyskał Radnor. Rok później przywrócono mu jego rodową posiadłość Wigmore.
Mortimer brał udział w walkach przeciwko Francji. Odznaczył się 26 sierpnia 1346 w bitwie pod Crécy, jak i podczas kampanii 1347 r. Jego postawa spowodowała, że zwrócono mu resztę ziem skonfiskowanych dziadkowi. Mortimer został również jednym z kawalerów-założycieli Orderu Podwiązki. W 1348 r. jako baron Wigmore zasiadł w Parlamencie. Tytuł hrabiego Marchii odzyskał w 1355 r. Otrzymał wówczas również urzędy konstabla zamku Dover i lorda strażnika Pięciu Portów.
Mniej więcej w tym samym czasie zmarła babka Rogera, Joan de Genville, wdowa po 1. hrabim Marchii. Roger odziedziczył jej ziemie w tym zamek w Ludlow, który stał się odtąd rodową siedzibą Mortimerów. W następnych latach Roger został członkiem Rady Królewskiej i otrzymał urzędy konstabla zamków Montgomery i Bridgnorth w Shropshire oraz Corfe w Dorset.
W latach 1359–1360 był konstablem wojsk Edwarda III podczas jego wyprawy do Francji. Mortimer brał udział w nieudanym oblężeniu Rouen. Udało mu się natomiast zdobyć Auxerre. Wojska angielskie ruszyły następnie do Burgundii. Mortimer zmarł nagle podczas marszu w Rouvray niedaleko Avallon.
Roger poślubił Philippę Montacute (ur. 1332), córkę Williama Montacute, 1. hrabiego Salisbury, i Catherine Grandisson, córki 1. barona Grandisson. Roger i Philippa mieli razem jednego syna:
- Edmund Mortimer (1 lutego 1352 – 27 grudnia 1381), 3. hrabia Marchii